# Markos Imre (labdarúgó)
Markos Imre (Kispest, 1908. június 9. – Uddevalla, 1960. szeptember 27.) válogatott labdarúgó, csatár, edző. Fia Imi Markos sportújságíró.

## Családja
Markos Ferenc kovácssegéd és Hauer Karolina fiaként született. 1930. július 26-án Debrecenben feleségül vette a nagyváradi születésű Krausz Olgát.

## Pályafutása

### A válogatottban
1929 és 1935 között 20 alkalommal szerepelt a válogatottban és 5 gólt szerzett. Tagja volt az 1934-es olaszországi világbajnokságon részt vevő csapatnak.

## Statisztika

### Mérkőzései a válogatottban
| Magyarország | Magyarország         | Magyarország                    | Magyarország  | Magyarország | Magyarország  | Magyarország    | Magyarország | Magyarország |
| #            | Dátum                | Helyszín                        | Hazai         | Eredmény     | Vendég        | Kiírás          | Gólok        | Esemény      |
| ------------ | -------------------- | ------------------------------- | ------------- | ------------ | ------------- | --------------- | ------------ | ------------ |
| 1.           | 1929. május 5.       | Bécs, Hohe Warte                | Ausztria      | 2 – 2        | Magyarország  | barátságos      | -            |              |
| 2.           | 1929. szeptember 8.  | Prága                           | Csehszlovákia | 1 – 1        | Magyarország  | Európa-kupa     | -            |              |
| 3.           | 1929. október 6.     | Budapest, Hungária körúti pálya | Magyarország  | 2 – 1        | Ausztria      | barátságos      | -            |              |
| 4.           | 1930. május 11.      | Budapest, Üllői úti pálya       | Magyarország  | 0 – 5        | Olaszország   | Európa-kupa     | -            |              |
| 5.           | 1931. szeptember 20. | Budapest, Üllői úti pálya       | Magyarország  | 3 – 0        | Csehszlovákia | barátságos      | -            |              |
| 6.           | 1932. november 27.   | Milánó, San Siro Stadion        | Olaszország   | 4 – 2        | Magyarország  | barátságos      | 1            | 85'          |
| 7.           | 1933. január 29.     | Lisszabon                       | Portugália    | 1 – 0        | Magyarország  | barátságos      | -            |              |
| 8.           | 1933. március 5.     | Amszterdam                      | Hollandia     | 1 – 2        | Magyarország  | barátságos      | -            |              |
| 9.           | 1933. március 19.    | Budapest, Hungária körúti pálya | Magyarország  | 2 – 0        | Csehszlovákia | barátságos      | -            |              |
| 10.          | 1933. április 30.    | Budapest, Üllői úti pálya       | Magyarország  | 1 – 1        | Ausztria      | barátságos      | 1            | 85'          |
| 11.          | 1934. március 25.    | Szófia                          | Bulgária      | 1 – 4        | Magyarország  | vb-selejtező    | 1            | 89'          |
| 12.          | 1934. április 15.    | Bécs, Hohe Warte                | Ausztria      | 5 – 2        | Magyarország  | barátságos      | -            |              |
| 13.          | 1934. április 29.    | Prága                           | Csehszlovákia | 2 – 2        | Magyarország  | Európa-kupa     | -            |              |
| 14.          | 1934. május 27.      | Nápoly (ITA)                    | Magyarország  | 4 – 2        | Egyiptom      | vb-nyolcaddöntő | -            |              |
| 15.          | 1934. május 31.      | Bologna (ITA)                   | Ausztria      | 2 – 1        | Magyarország  | vb-negyeddöntő  | -            |              |
| 16.          | 1934. december 9.    | Milánó, San Siro Stadion        | Olaszország   | 4 – 2        | Magyarország  | barátságos      | -            |              |
| 17.          | 1934. december 16.   | Dublin, Dalymount Park          | Írország      | 2 – 4        | Magyarország  | barátságos      | 1            | 86'          |
| 18.          | 1935. szeptember 22. | Budapest, Hungária körúti pálya | Magyarország  | 1 – 0        | Csehszlovákia | Európa-kupa     | 1            | 60'          |
| 19.          | 1935. október 6.     | Bécs                            | Ausztria      | 4 – 4        | Magyarország  | Európa-kupa     | -            |              |
| 20.          | 1935. november 24.   | Milánó                          | Olaszország   | 2 – 2        | Magyarország  | Európa-kupa     | -            |              |
|              | Összesen             |                                 |               | 20           | mérkőzés      |                 | 5            | gól          |